# Lambertus Cornelis Steenhuizen
Lambertus Cornelis Steenhuizen (Leiden, 7 september 1860 - Haarlem, 16 november 1926) was een Nederlands schrijver. Hij is vooral bekend als de auteur van enkele boekjes met Piggelmee als hoofdfiguur.

## Jeugd, huwelijk en werk
Steenhuizen werd geboren aan de Leidse Beestenmarkt, als zoon van de winkelier Pieter Steenhuizen en diens vrouw Paulina Vlieland. Lambertus trouwde in 1892 met Maria Gerdes. Een jaar later werd hun zoon Frederik geboren. Van 1906 tot 1926 was Lambertus vertegenwoordiger van de firma Van Nelle, verkoper van thee en koffie.

## Werk
Steenhuizen schreef een zeer divers oeuvre bij elkaar. Dat varieerde van verhalen en dichtwerk tot journalistieke verslagen. In 1915 schreef hij, op muziek van Carl Smulders, liederen voor koning Albert en koningin Elisabeth van België.

## Piggelmee
Voor de firma Van Nelle schreef Steenhuizen enkele reclameboekjes over Piggelmee. Het eerste verhaal heette Van het toovervischje en was gebaseerd op het verhaal Van de visser en zijn vrouw van de gebroeders Grimm. Het kwam uit in 1920 en was direct succesvol. Het werd onder meer gevolgd door het verhaal Hoe Piggelmee groot werd.